# Lac Couture
Lac Couture ist ein See in der kanadischen Provinz Québec, in der Region Nunavik in Nord-du-Québec gelegen.

## Lage
Der Lac Couture hat eine Fläche von 273 km², eine Länge von 32 km sowie eine Breite von 16 km. Der See liegt etwa 10 km südlich des Lac Duquet, dessen Wasser ihm zufließt. Außerdem liegt der Lac Couture 100 km östlich der an der Hudson Bay gelegenen Siedlung Puvirnituq. Der Fluss Rivière Decoumte entwässert den See zum Lac de Puvirnituq.

## Einschlagkrater
Der Lac Couture besitzt im nördlichen Teil eine annähernd kreisförmige offene Wasserfläche. Dieser kreisförmige Teil des Sees bedeckt einen Impaktkrater, der vor 430 ± 25 Millionen Jahren im Silur entstand und einen ursprünglichen Durchmesser von 8 km aufwies.